# CE Europa

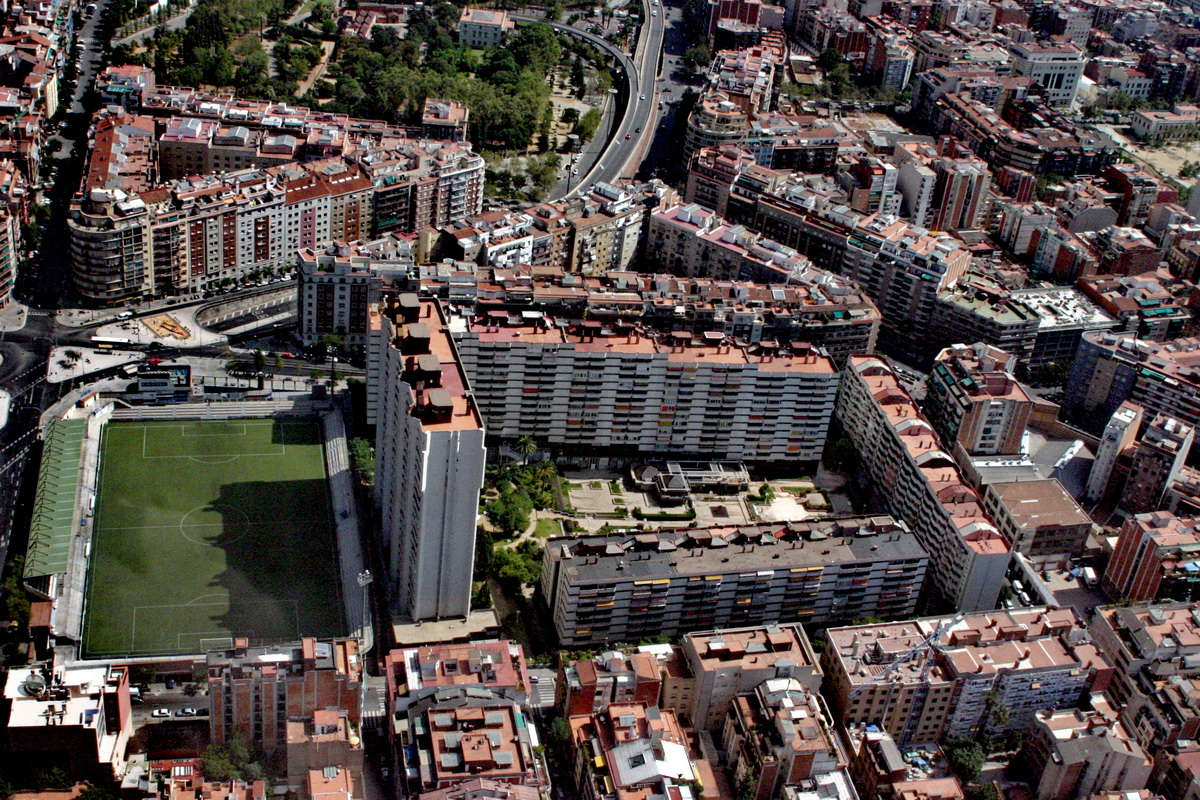
Das Stadion von der Luft aus gesehen

Club Esportiu Europa ist ein spanischer Fußballverein aus Barcelona. Der Klub gehörte 1928 zu den Gründungsmitgliedern der spanischen Fußballliga und erreichte 1923 das Finale der Copa del Rey. Derzeit spielt der Klub in der Segunda Federación, der vierten spanischen Liga.

## Geschichte

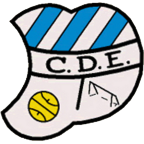
CD Europa

CE Europa entstand am 5. Juni 1907 aus der Fusion der beiden kleinen Vereine Madrid de Barcelona und Provençal, unter dem Namen Club Deportivo Europa. Die beste Epoche erlebte der Klub in den 1920er Jahren, als er zur zweiten Kraft in Barcelona aufstieg.
1923 gewann CE Europa die katalanische Meisterschaft und erreichte im spanischen Pokal, zu jener Zeit die einzige gesamtspanische Meisterschaft, das Finale, welches er allerdings gegen Athletic Bilbao mit 0:1 verlor.
1928 war der Verein eines der Gründungsmitglieder der spanischen Liga, doch 1931, nach drei Saisons, stieg der CE Europa ab. Nach einer Fusion mit Gracia FC wurde der Name Catalunya FC angenommen und der Club verschwand von der Bildfläche.
1951 tauchte er als offizieller Nachfolger unter seinem jetzigen Namen in der Tercera División wieder auf.
Seither gelang CE Europa 1963 der Aufstieg in die damals zweithöchste Liga, die Segunda División, wo der Club nach fünf Jahren wieder absteigen musste. 1994–95 spielte er dann für eine Saison in der Segunda División B, der seinerzeit 3. Liga Spaniens. 2025 gelang erneut der Aufstieg in die dritthöchste Spielklasse, seit 2021 Primera Federación genannt.
Weitere erwähnenswerte Erfolge feierte der kleine Klub zudem in den Jahren 1997 und 1998, als er jeweils den als übermächtig geltenden FC Barcelona im Finale der Copa Catalunya bezwingen konnte.

## Stadion
Das Nou Sardenya Stadion, offiziell Camp Municipal de Futbol Nou Sardenya, ist ein der Stadt gehörendes Fußballstadion in der Sardenya Straße im Viertel Gracia von Barcelona. Es geht auf das Jahr 1940 zurück und wurde 1995 komplett erneuert. Es fasst 4000 Zuseher, 1000 davon passen in die überdachte Tribüne. Das Kunstrasenfeld misst 100 × 63 Meter.

## Ligazugehörigkeit
- 3 Spielzeiten in der Primera División (Liga 1): 1928–29, 1929–30 und 1930–31
- 6 Spielzeiten in der Segunda División (Liga 2): 1931–32 (*), 1963–64 bis 1967–68
- 1 Spielzeiten in der Segunda División B (Liga 2B): 1994–95
- 3 Spielzeiten in der Segunda División RFEF (Liga 4): 2021–22, 2023–24, 2024–25
- 58 Spielzeiten in der Tercera División (Liga 3): 1951–52 bis 1962–63, 1968–69 bis 1973–74, 1977–78 bis 1985–86, 1989–90 bis 1993–94, 1995–96 bis 2003–04 und 2005–06 bis 2020–21
- 1 Spielzeiten in der Tercera Federación RFEF (Liga 5): 2022–23
- 18 Spielzeiten in Regionalligen (Liga 4): 1940–41 bis 1950–51, 1974–75 bis 1976–77, 1986–87 bis 1988–89 und 2004–05
- Beste Platzierung in der Primera División: 8. (1928–29)

(*) Catalunya FC

### Platzierungen
| - 1928–29: 1. División – 8. Platz - 1929–30: 1. División – 9. Platz - 1930–31: 1. División – 10. Platz - 1931–32: 2. División – 10. Platz (*) - 1932–33: NP - 1933–34: NP - 1934–35: NP - 1935–36: NP - 1939–40: NP - 1940–41: 1. Catalana A – 9. Platz - 1941–42: 1. Catalana B – 12. Platz - 1942–43: 1. Catalana B – 1. Platz - 1943–44: 1. Catalana A – 8. Platz - 1944–45: 1. Catalana A – 6. Platz - 1945–46: 1. Catalana A – 7. Platz - 1946–47: 1. Catalana A – 10. Platz - 1947–48: 1. Catalana A – 6. Platz - 1948–49: 1. Catalana A – 11. Platz - 1949–50: 1. Catalana A – 8. Platz - 1950–51: 1. Catalana A – 1. Platz | - 1951–52: 3. División – 9. Platz - 1952–53: 3. División – 5. Platz - 1953–54: 3. División – 4. Platz - 1954–55: 3. División – 9. Platz - 1955–56: 3. División – 4. Platz - 1956–57: 3. División – 4. Platz - 1957–58: 3. División – 3. Platz - 1958–59: 3. División – 5. Platz - 1959–60: 3. División – 10. Platz - 1960–61: 3. División – 5. Platz - 1961–62: 3. División – 1. Platz - 1962–63: 3. División – 1. Platz - 1963–64: 2. División – 3. Platz - 1964–65: 2. División – 13. Platz - 1965–66: 2. División – 14. Platz - 1966–67: 2. División – 6. Platz - 1967–68: 2. División – 14. Platz - 1968–69: 3. División – 6. Platz - 1969–70: 3. División – 4. Platz - 1970–71: 3. División – 5. Platz - 1971–72: 3. División – 16. Platz - 1972–73: 3. División – 10. Platz - 1973–74: 3. División – 18. Platz - 1974–75: Reg. Preferente – 4. Platz - 1975–76: Reg. Preferente – 6. Platz - 1976–77: Reg. Preferente – 1. Platz - 1977–78: 3. División – 11. Platz - 1978–79: 3. División – 17. Platz - 1979–80: 3. División – 16. Platz | - 1980–81: 3. División – 17. Platz - 1981–82: 3. División – 13. Platz - 1982–83: 3. División – 11. Platz - 1983–84: 3. División – 6. Platz - 1984–85: 3. División – 4. Platz - 1985–86: 3. División – 15. Platz - 1986–87: Reg. Preferente – 12. Platz - 1987–88: Reg. Preferente – 5. Platz - 1988–89: Reg. Preferente – 2. Platz - 1989–90: 3. División – 5. Platz - 1990–91: 3. División – 13. Platz - 1991–92: 3. División – 16. Platz - 1992–93: 3. División – 14. Platz - 1993–94: 3. División – 4. Platz - 1994–95: 2. División B – 19. Platz - 1995–96: 3. División – 2. Platz - 1996–97: 3. División – 4. Platz - 1997–98: 3. División – 8. Platz - 1998–99: 3. División – 3. Platz - 1999–00: 3. División – 6. Platz - 2000–01: 3. División – 3. Platz - 2001–02: 3. División – 17. Platz - 2002–03: 3. División – 14. Platz - 2003–04: 3. División – 17. Platz - 2004–05: 1. Catalana – 2. Platz - 2005–06: 3. División – 13. Platz - 2006–07: 3. División – 14. Platz - 2007–08: 3. División – 11. Platz | - 2008–09: 3. División – 11. Platz - 2009–10: 3. División – 8. Platz - 2010–11: 3. División – 7. Platz - 2011–12: 3. División – 16. Platz - 2012–13: 3. División – 3. Platz - 2013–14: 3. División – 3. Platz - 2014–15: 3. División – 3. Platz - 2015–16: 3. División – 3. Platz - 2016–17: 3. División – 12. Platz - 2017–18: 3. División – 8. Platz - 2018–19: 3. División – 6. Platz - 2019–20: 3. División – 3. Platz - 2020–21: 3. División – 1. Platz - 2021–22: 2. Federación – 16. Platz - 2022–23: 3. Federación – 1. Platz - 2023–24: 2. Federación – 2. Platz - 2024–25: 2. Federación – 1. Platz |

 – Aufstieg

 – Abstieg
(*) Catalunya FC

## Erfolge

### Nationale Erfolge
- Finalist der Copa del Rey: 1923 (1-mal)
- Meister der Tercera División (Liga 3): 1962, 1963 (2-mal)
- Vizemeister der Tercera División: 1996 (1-mal)
- Meister der Segunda Federación (Liga 4): 2025 (1-mal)
- Meister der Regionalliga (Liga 4): 1943, 1951 und 1977 (3-mal)
- Meister der Tercera Federación (Liga 5): 2021, 2023 (2-mal)

### Regionale Erfolge
- Meister der Campionat de Catalunya (Liga 1): 1923 (1-mal)
- Vizemeister der Campionat de Catalunya (Liga 1): 1921, 1922, 1924, 1927, 1928 und 1929 (6-mal)
- Meister der Campionat de Catalunya (Liga 2): 1919 (1-mal)
- Vizemeister der Campionat de Catalunya (Liga 2): 1912, 1914, 1915, 1916, 1937 und 1940 (6-mal)
- Copa Catalunya: 1997, 1998, 2015 (3-mal)

### Andere Erfolge
- Trofeo Moscardó Pokal: 1959, 1963 (2-mal)
- Vila de Gràcia Pokal: 1996, 2000, 2002, 2003, 2004, 2005, 2010 und 2013 (8-mal)

## Bekannte ehemalige Spieler
- Manel Cros
- Marià Gonzalvo
- Antoni Ramallets
- Eulogio Martínez
- Zoltán Czibor

## Bekannte ehemalige Trainer
- Ralph Kirby (1922–24)
- Karl Heinlein (1926–29, 1930)

## Frauenfußball
CE Europa verfügt seit 2001 über eine Frauenfußballsektion. In der Saison 2004/05 gelangte die A-Mannschaft erstmals in die zweite Spielklasse.